# Електротерапія

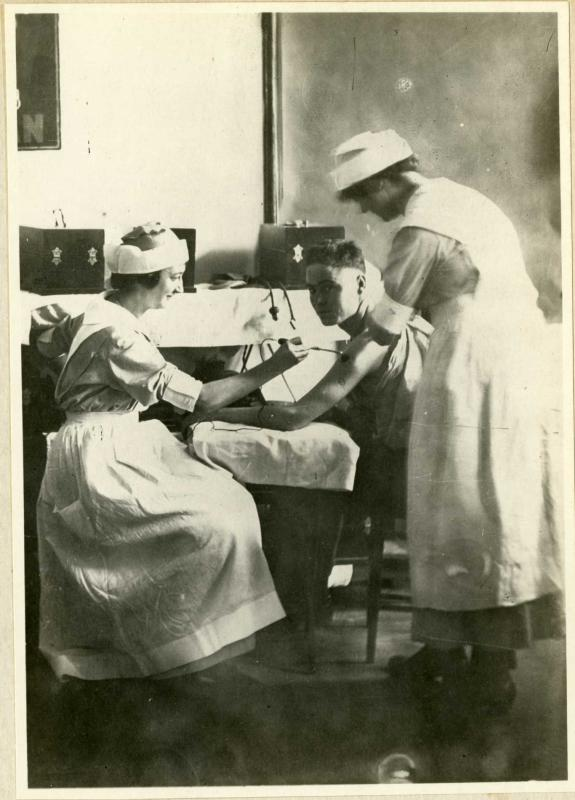
Електротерапія

Електротерапія — це використання електричної енергії як лікувального засобу.

## Види
До електротерапії належать:
- Франклінізація — вплив електричних розрядів та статичного електричного поля високої напруженості.
- Вплив постійним електричним струмом:
  - Гальванізація — застосування постійного струму невисокої напруги (30-80 В) та невеликої сили.
  - Електрофорез[2]
- Вплив змінним струмом низької частоти:
  - Електростимуляція
  - Електросон
  - Електроанестезія
- Вплив струмом високої частоти:
  - Дарсонвалізація (місцева) — Вплив на окремі ділянки тіла імпульсним струмом високої частоти (100—500 кГц).
  - Діатермія — вплив на організм струмом високої частоти, низької напруги та великої сили (до 3 А).
- Вплив високочастотним електромагнітним полем, зокрема:
  - УВЧ-терапія — з частотою від 30 до 300 МГц.
  - Мікрохвильова терапія — із частотою від 300 до 300 000 МГц.
  - Індуктотермія — вплив змінним високочастотним магнітним полем, що мають в основному теплову дію, у тому числі індуктопірексія — підвищення таким чином температури тіла пацієнта до 39 ° і вище з лікувальною метою.
  - Індуктотерапія, або загальна дарсонвалізація — дія слабким імпульсним електромагнітним полем високої частоти.
  - Магнітотерапія — вплив змінним магнітним полем.

Станом на 2023 рік, деякі з цих методів визнані неефективними і не використовуються.

## Протипоказання
Електротерапія протипоказана людям із:
- медичним імплантами або стимуляторами (наприклад, кардіостимулятор)
- серцево-судинним захворюваннями
- вагітністю
- тромбоз глибоких вен
- когнітивними порушеннями